# Пастух (Однажды в сказке)
«Пастух» (англ. The Shepherd) — шестой эпизод американского телевизионного сериала в жанре фэнтези «Однажды в сказке». Премьерный показ серии в США состоялся 4 декабря 2011 года на телеканале ABC. Центральным персонажем эпизода стал герой Джошуа Далласа — принц в зачарованном лесу и Дэвид Нолан в Сторибруке.

## Сюжет

### В Зачарованном лесу
Принц Джеймс (Джошуа Даллас) должен убить дракона, согласно договору между его отцом, королём Джорджем (Алан Дэйл), и Мидасом (Алекс Захара), но неожиданно умирает. Король Джордж, которому нужно выполнить просьбу Мидаса ради сохранности своего государства, вынужден заключить сделку с Румпельштильцхеном (Роберт Карлайл). Много лет назад между ними уже была заключена сделка, благодаря которой король получил в сыновья принца Джеймса. Румпельштильцхен сообщает, что у Джеймса остался брат-близнец.
Близнец Джеймса — пастух, живущий со своей матерью Рут (Габриэль Роуз). Семья живёт не богато, но пастух не желает жениться ради спасения фермы, о чём он говорит своей матери. К ним приходит Румпельштильцхен и рассказывает юноше правду о том, как его брата-близнеца отдали королю ради сохранения их фермы, и что теперь уже он нужен королю, который взамен может обеспечить безбедную жизнь для Рут. Пастух соглашается заменить своего брата и убить дракона.
После того, как пастух убивает дракона, Мидас говорит, что отдаёт королю Джорджу и его сыну не только золото, но и «самое дорогое» — его дочь Эбигейл (Анастасия Гриффит). Король Джордж заставляет юношу согласиться на брак с принцессой, угрожая убить его мать. Пастух возвращается домой, чтобы попрощаться с матерью. Она даёт ему кольцо, которое просит подарить своей настоящей любви.

### В Сторибруке
Дэвид Нолан (Джошуа Даллас), очнувшийся после комы, возвращается домой. Его жена Кэтрин (Анастасия Гриффит) устраивает в честь этого вечеринку, куда приглашает всех знакомых. Генри (Джаред Гилмор) считает, что утрата памяти Дэвида — часть проклятия. Мэри Маргарет (Джиннифер Гудвин) не пришла на вечеринку, и Дэвид сбегает от гостей, чтобы поговорить с ней. Дэвид признаётся ей в любви и говорит, что это «не он выбирал свою жену». На следующий день он решает расстаться с женой и просит Мэри Маргарет встретиться с ним на мосту. Дэвид не знает, как пройти на мост, и просит Реджину (Лана Паррия) помочь ему. Та даёт ему неправильное направление и отправляет в лавку мистера Голда (Роберт Карлайл). В лавке Дэвид видит деревянную мельницу, которая раньше была возле его дома, и вспоминает своё прошлое. Он приходит к Мэри Маргарет, и говорит, что вспомнил всё и хочет остаться с женой. Тем временем Эмма обнаруживает, что у шерифа Грэма (Джейми Дорнан) тайный роман с Реджиной.

### Открывающая сцена
Появляется дракон.

## Съёмки
Авторами сценария эпизода стали Йен Голдберг и Эндрю Чамблис. Режиссёром стал Виктор Нелли, работавший ранее над сериалом Дурнушка.

## Отзывы
По сравнению с предыдущими эпизодами сериала, «The Shepherd» показал самые низкие рейтинги с момента начала показа. Его рейтинг составил 3,2 балла из 7 для аудитории 18-49 лет и 5,6/8 среди всех зрителей; всего серию в день премьеры посмотрели 9,6 миллионов телезрителей. В таймслоте сериал занял 3 место, уступив Football Night In America телеканала NBC и The Amazing Race телеканала CBS.
В отзыве от Zap2It дана положительная оценка сюжетной линии героя Принца-пастуха, которая позволяет «ещё больше полюбить пару Джоша Далласа и Джиннифер Гудвин».